# NGC 250
NGC 250 es una galaxia lenticular en la constelación de Piscis. Fue descubierto por Lewis Swift el 10 de noviembre de 1855.